# Exerodonta catracha
Exerodonta catracha är en groddjursart som först beskrevs av Louis Porras och Wilson 1987.  Exerodonta catracha ingår i släktet Exerodonta och familjen lövgrodor. IUCN kategoriserar arten globalt som starkt hotad. Inga underarter finns listade i Catalogue of Life.